# Казерана (Пистоја)
Казерана је насеље у Италији у округу Пистоја, региону Тоскана.
Према процени из 2011. у насељу је живело 894 становника. Насеље се налази на надморској висини од 37 м.